# Forum Humboldt
Le Forum Humboldt (Humboldtforum en allemand) est un musée dans le cadre de la reconstruction du château de Berlin. Sur le lieu occupé successivement par le château de Berlin puis par le palais de la République de l'ex-RDA, des expositions permanentes sur les cultures non européennes prennent place à partir de 2020.

## Histoire

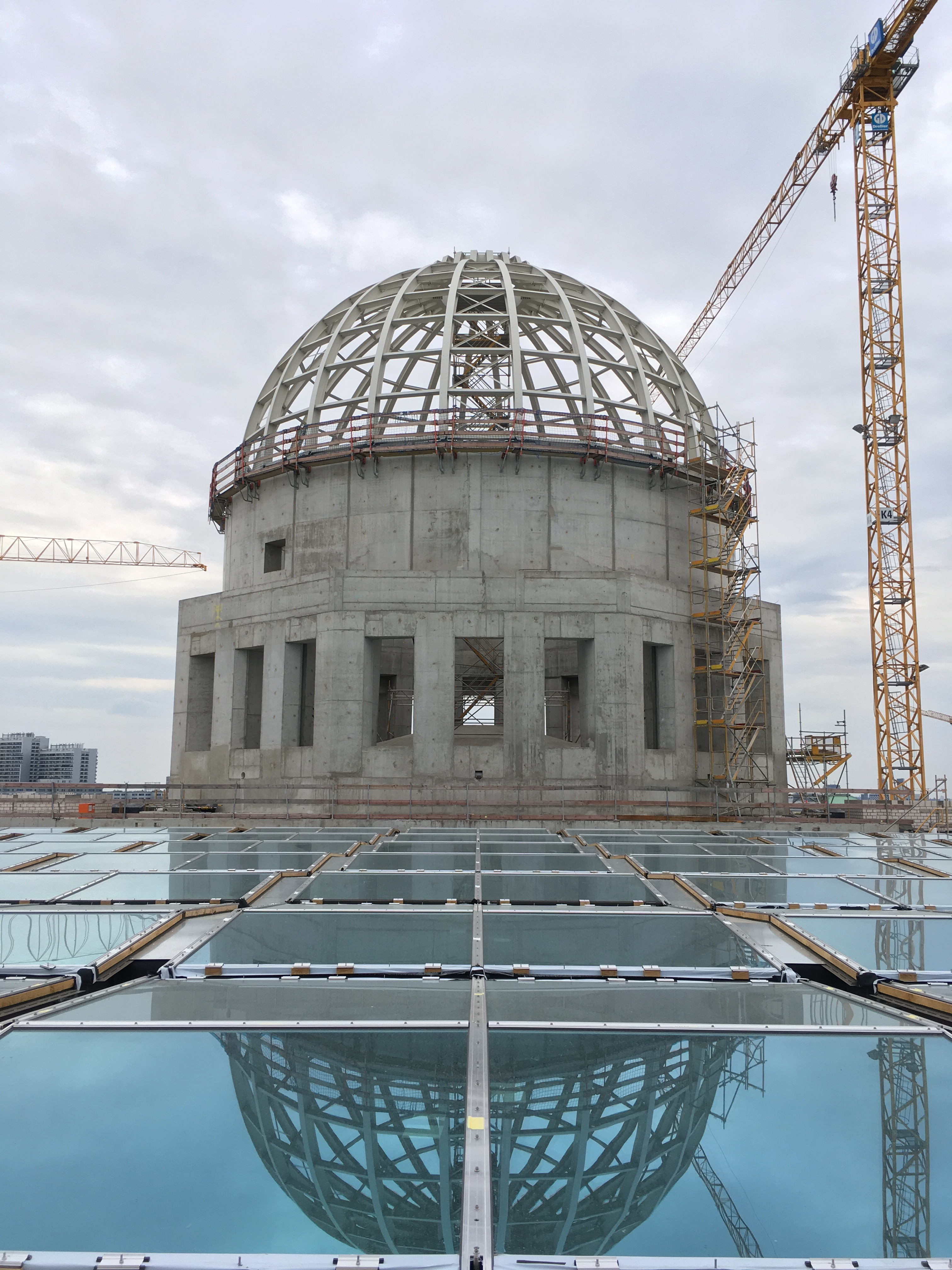
La coupole du château en chantier, juin 2016.

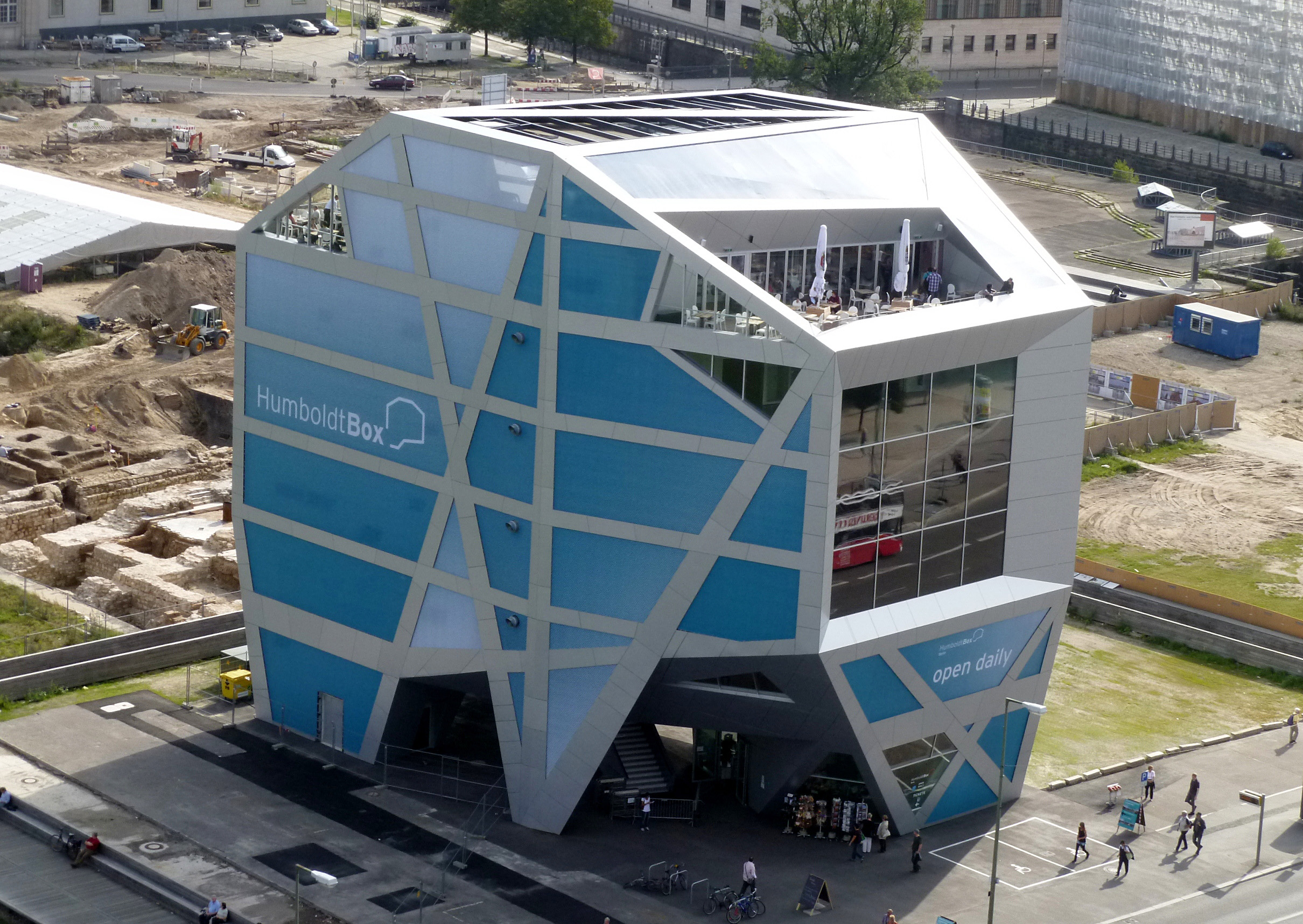
Le HumboldtBox vu depuis la coupole de la cathédrale de Berlin, septembre 2011.

Ce musée a pour particularité de reconstituer une partie des façades de l'ancien château de Berlin, bien que l'édifice actuel ait une structure en béton. Sa construction a débuté en 2013 et il a inauguré le 30 juillet 2021 ses premières expositions. De nombreux retards ont en effet été pris, les derniers étant dû à la pandémie de COVID-19. L'édifice reconstitue presque à l'identique les façades d'un édifice monumental de Berlin qui fut la résidence principale des Hohenzollern jusqu'à la chute de l'Empire allemand à la fin de la Première Guerre mondiale. Bombardé en 1945, cet édifice fut rasé en 1950 par le gouvernement communiste de la RDA. Dans un premier temps, le régime communiste avait réutilisé l'emplacement pour abriter le Palais de la République, siège de la Chambre du peuple, et également différents divertissements (lieu de spectacle, restaurant, bowling, boîte de nuit...). À la suite de la réunification allemande, ces structures avaient été dans un premier temps fermées puis rasées de 2006 à 2009 pour privilégier la reconstruction du palais historique.
La décision d'installer le forum dans le nouveau château une fois qu'il sera construit a été prise par une commission internationale d'experts. Le forum est nommé d'après les frères Alexandre et Wilhelm von Humboldt. Le maître d'œuvre, propriétaire et futur exploitant est la Fondation Château de Berlin - Forum Humboldt (de).
Le site se veut multidisciplinaire, liant histoire, art, archéologie et ethnologie, il rassemble plusieurs collections mais aussi un lieu d'échange sur des domaines relevant de la science et de la culture. Les collections, centrées sur les cultures extra-européennes, se trouvaient dans le musée ethnologique de Berlin et dans le musée d'art asiatique de Berlin des musées de Dahlem. On y a regroupé aussi les collections d'ouvrages sur ce même thème de la bibliothèque centrale et d'État de Berlin ainsi que de la bibliothèque d'État de Berlin.
La première pierre est posée le 12 juin 2013, et la coutume du bouquet final est célébrée en juin 2015. Pendant les travaux, un bâtiment, la Humboldt-Box, est installé temporairement sur la place du château. C'est un espace d'exposition temporaire, servant également de plate-forme d'observation et d'information pour le projet de construction. Il ouvre en 2011. Il est prévu que cette structure temporaire soit démolie ultérieurement.
Le 16 décembre 2020, le Forum Humboldt est donc inauguré, sous la forme d'une visite virtuelle, en raison de la pandémie de Covid-19,,.

## Financement
Le choix a été fait de privilégier la reconstruction des façades baroques d'origine par rapport à une conception contemporaine des façades. Ce choix a entraîné un surcoût de 80 millions d'euros. Ces 80 millions d'euros ont été financés par des fonds privés. En particulier, par l'association à but non lucratif Förderverein Berliner Schloss, qui a collecté des fonds pour la reconstruction des façades baroques depuis 2004 grâce à une vaste campagne de collecte de fonds participative.
L'acquisition de dons pour la reconstruction des façades historiques et la construction du Forum Humboldt est également une des tâches de la Fondation. En tant que partenaire de coopération de toutes les institutions privées qui collectent des dons pour la reconstruction du château de Berlin, tous les dons sont reçus par la Fondation qui, en tant que propriétaire du bâtiment, les utilise pour financer la reconstruction des façades baroques.

## Controverses

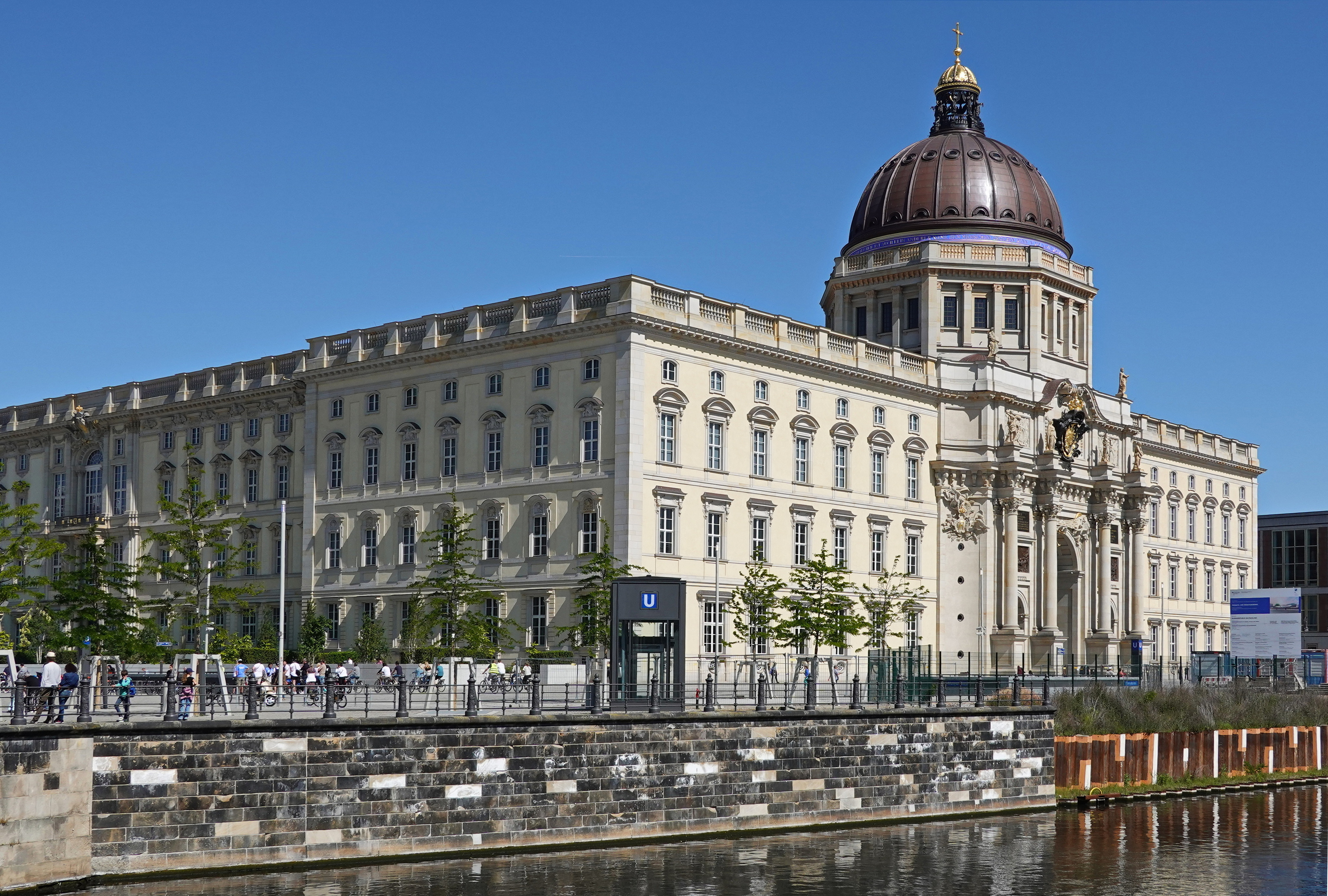

Dès l’annonce du projet, le Forum Humboldt suscite la polémique. Des critiques sont notamment portées par le collectif No Humboldt 21, qui dans une lettre ouverte reproche au projet d'être « euro-centriste, restauratif et rétrograde ». Le Forum Humboldt s’oppose, selon ce collectif, « à l’idée d’une cohabitation égalitaire au sein de la société de migration »,.
Les nombreux biens culturels et restes humains rapportés des colonies allemandes sont au cœur de la problématique. Une différence d'appréciation provoque la démission de l'historienne de l'art Bénédicte Savoy du conseil consultatif,. En décembre 2017, citant en exemple le discours du président français Emmanuel Macron à Ouagadougou, Mnyaka Sururu Mboro et Christian Kopp de l’association Berlin Postkolonial e.V., adressent une lettre ouverte à la chancelière Angela Merkel, estimant qu'en 2018, Année européenne du patrimoine culturel, « il est grand temps que le gouvernement se prononce sur le sujet de la restitution des objets d’art et sur le rapatriement des restes humains acquis pendant la colonisation »[source insuffisante].
En décembre 2020, en parallèle de l'inauguration du Forum Humbold, le Nigéria demande la restitution des bronzes du Bénin,.
Le 21 septembre 2021, Volker Braun publie un texte-poème critique dans la Berliner Zeitung, Luf-Passion.

### Crédits de traduction
- (de) Cet article est partiellement ou en totalité issu de l’article de Wikipédia en allemand intitulé « Humboldtforum » (voir la liste des auteurs).